# Nadleśnictwo Lutowiska
Nadleśnictwo Lutowiska – jednostka organizacyjna Lasów Państwowych podległa Regionalnej Dyrekcji Lasów Państwowych w Krośnie. Siedziba Nadleśnictwa znajduje się w Lutowiskach w powiecie bieszczadzkim, w województwie podkarpackim.
Nadleśnictwo obejmuje część powiatów bieszczadzkiego i leskiego.

## Historia
W 1951 w wyniku zmiany granic tutejsze lasy powróciły pod polski zarząd. Nadleśnictwo Lutowiska powstało w 1953, a nadleśnictwo Dwernik w 1954. W 1973 oba te nadleśnictwa zostały połączone.

## Ochrona przyrody
Na terenie nadleśnictwa znajdują się trzy rezerwaty przyrody:
- Hulskie im. Stefana Myczkowskiego
- Krywe
- Śnieżyca wiosenna w Dwerniczku

oraz część Parku Krajobrazowego Doliny Sanu.

## Drzewostany
Głównym typem siedliskowym jest las górski, który stanowi 99,7% lasów nadleśnictwa.
Głównymi gatunkami lasotwórczymi lasów nadleśnictwa są buk (28,5% powierzchni) i jodła (37,7% powierzchni).